# Sân bay quốc tế Mariscal Sucre
Sân bay quốc tế Mariscal Sucre (IATA: UIO, ICAO: SEQU) là một sân bay ở Quito, Ecuador, được đặt tên theo Antonio José de Sucre, một anh hùng độc lập Ecuador và Mỹ Latin. Sân bay này bắt đầu hoạt động năm 1960, và hiện phục vụ khoảng 3,9 triệu lượt khách và 125.000 tấn hàng hóa mỗi năm. Đây là một trong những sân bay nằm ở cao độ cao nhất thế giới, 2800 m trên mực nước biển.
Do vị trí ở giữa thành phố bao bọc quanh là núi, sân bay này không thể mở rộng hơn nữa và gây ra một số tan nạ, đã có sáu tai nạn và nhiều sự cố đã xảy ra trong những năm gần đây. Một sân bay mới đang được xây ở giáo khu Tababela, cách thành phố 18 km về phía đông, dự kiến hoạt động năm 2010.

## Các hãng hàng không và các tuyến điểm

### Nội địa
- Aerogal (Cuenca, Guayaquil, Manta, San Cristóbal, Santa Cruz/Baltra)
- Icaro (Coca, Cuenca, Esmeraldas, Guayaquil, Manta)
- TAME (Coca, Cuenca, Esmeraldas, Galápagos, Guayaquil, Lago Agrio, Loja, Macas, Machala, Manta, Portoviejo, San Cristóbal, Tulcán)
- VIP (Coca, Guayaquil, Nueva Loja, Salinas)

### Quốc tế
- Aerogal (Bogotá, Cartagena [theo mùa], Medellín, Willemstad [seasonal])
- American Airlines (Miami)
- Avianca (Bogotá)
- Copa Airlines (Thành phố Panama)
- Delta Air Lines (Atlanta)
- Iberia (Barcelona-El Prat, Madrid-Barajas)
- KLM (Amsterdam, Bonaire)
- LAN Airlines (Buenos Aires-Ezeiza, Santiago de Chile)
- LAN Ecuador (Buenos Aires-Ezeiza, Madrid-Barajas, Miami, New York-JFK, Santiago de Chile)
- LAN Peru (Lima, Medellín)
- Santa Barbara Airlines (Caracas)
- Lacsa (San José (CR))
- TACA Peru (Lima)
- TAME (Manaus, Panama City [seasonal], San Andrés [theo mùa])

## Các hãng vận tải hàng hóa
- AeroSucre (Bogotá)
- Arrow Air (Miami)
- Florida West International Airways (Miami)
- Cielos Airlines (Lima)
- Southern Air (Miami)
- Atlas Air (New York)
- Líneas Aéreas Suramericanas (Bogotá)
- Martinair (Miami, Mexico DF, San Jose, Amsterdam)
- TAMPA Cargo (Bogotá, Medellín, Miami)
- UPS (Miami)